# Horaglanis alikunhii
Horaglanis alikunhii là một loài cá da trơn Actinopterygii được mô tả năm 2004. Horaglanis alikunhii thuộc chi Horaglanis, họ Clariidae. IUCN thiếu dữ liệu về tình trạng loài này. Không có phân loài.